# آرام‌اس مجستیک (۱۹۱۴)
آرام‌اس مجستیک (۱۹۱۴) (به انگلیسی: RMS Majestic (1914)) یک کشتی است که طول آن ۹۵۶٫۰ فوت (۲۹۱٫۴ متر) می‌باشد. این کشتی در سال ۱۹۱۴ ساخته شد.